# 비어 캔 치킨
비어 캔 치킨(beer can chicken)은 바비큐 치킨 요리이며 부분적으로 채워진 맥주 캔을 사용하여 간접 굽는 방법을 사용한다. 그런 다음 닭고기를 캔과 다리에 수직으로 세우고 간접 열, 일반적으로 프로판 가스 또는 숯불 그릴 위에서 천천히 요리한다. 이 과정은 접시에 수분을 더하기 위한 것으로 일부 사람들은 맥주에서 나오는 증기가 닭고기를 내부에서 찌고 접시에 풍미를 더하는 역할을 한다고 믿고 있다. 어떤 사람들은 요리의 열렬한 지지자이고 다른 사람들은 맥주 사용의 효능이 과대 평가되었으며 비어 캔 치킨에 관한 과학은 논쟁의 여지가 있다고 주장했다. 이 요리는 아마도 미국 루이지애나 주에서 유래했을 가능성이 있다고 제안되었다.

## 개요
비어캔치킨(Beer can chicken)은 닭고기 바비큐 요리이자 간접적으로 굽는 방법으로 맥주 또는 기타 통조림 음료를 닭의 구멍에 넣은 다음 그릴이나 팬에서 요리하는 동안 닭고기를 수직으로 고정하는 데 사용된다. 조리 과정에서 캔에 든 맥주가 김을 내어 새의 뱃속에 습기를 더할 수 있으며 일부 사람들은 맥주 증기가 접시에 풍미를 더하는 역할을 한다는 이론을 제시한다. 닭이 똑바로 서 있기 때문에 닭의 지방이 빠져나가고 껍질이 고르게 익는다.
요리하기 전에 일반적으로 캔에 있는 맥주의 일부를 제거하고 부분적으로 채워진 맥주 캔을 새의 구멍 안에 넣는다. 일부 요리사는 맥주 한 캔을 가득 채운다. 일부 요리사는 표준 12온스 맥주 캔(355ml)을 사용하고 다른 요리사는 더 큰 캔인 톨보이 맥주 캔을 사용한다. 닭고기는 때때로 요리하기 전에 향신료 문지름으로 코팅되며 일부는 절인 닭고기를 사용한다.
어떤 사람들은 요리의 열렬한 지지자이며 다른 사람들은 요리와 과정이 과대 평가되었다고 생각한다. 통닭을 내부에서 찌고 풍미를 더하는 맥주의 효능은 논란의 여지가 있다고 한다. 한 비평가는 그 관행을 "위험"하고 "좋은 맥주 낭비"라고 언급했다. 또 다른 비평가는 이 과정이 실제로 다른 유형의 로스팅에 비해 닭고기를 더 건조하게 만들 수 있으며 일부 요리 전문가는 맥주가 끓는점에 도달하지 않아 김이 나지 않는다고 말했다.

## 역사
바베큐 작가 스티븐 라이클렌(Steven Raichlen)은 이 요리를 세계적인 수준으로 대중화하는 데 일조했다. 그는 1996년 5월 세계 챔피언십 바비큐 요리 대회에서 멤피스에서 준비 과정을 처음 목격한 이후 이 요리를 홍보해 왔다. 그는 비어 캔 치킨이 미국 루이지애나 주에서 유래했을 가능성이 있다고 제안했다. 라이클렌(Raichlen)은 미시시피, 텍사스 및 캔자스에서 거의 같은시기에 나타나는 비어 캔 치킨 요리법을 보고했다. 그는 "확실한 루이지애나와 연관성이 있다."고 말한다. 유명한 바비큐 심사위원인 아디 데이비스(Ardie Davis)는 비어캔 치킨의 출현을 동물의 가축화에 비유했다.
비어 캔 치킨은 1980년대에 미국 남부 전역에서 준비되었을 수 있다. 그러나 첫 번째 문서는 1993년 휴스턴 크로니클에서 찾을 수 있다. 웨인 휘트워스가 조지 H. W. 부시와 그의 형제들이 대통령을 위해 바비큐를 만들 때 조리법을 제공했다. 바비큐 구덩이는 부시 대통령의 임기 초에 캠프 데이비드로 보내졌다.

## 패스트푸드로서
2014년 10월, 파파이스 루이지애나 키친(Popeyes Louisiana Kitchen)은 맥주를 사용하지 않고 생산한 한정판 비어 캔 치킨 요리를 판매했다. 이 요리는 비어 캔 치킨의 풍미를 모방하도록 고안된 향신료 혼합물에 절인 얇게 썬 닭 가슴살로 구성되었으며, 그런 다음 반죽을 입히고 튀겼다. 향신료 혼합물은 버터, 양파, 마늘, 로즈마리, 레몬 제스트, 카이엔 고추 및 파파이스가 공개하지 않은 "비밀 재료"로 구성되었다. 회사의 최고 마케팅 책임자는 회사가 "... 몇 년 동안 비어 캔 치킨 작업을 해왔다"고 언론 소식통에 말했다.

## 같이 보기
- 맥주빵
- 맥주 수프
- 회전구이 통닭